# یون آندریاس آندرسن
یون آندریاس آندرسن (نروژی: John Andreas Andersen؛ ‏ ۲۳ اکتبر ۱۹۷۱) فیلم‌بردار و کارگردان فیلم اهل نروژ است.
از فیلم‌ها یا مجموعه‌های تلویزیونی که وی در آن‌ها نقش داشته است، می‌توان به اشغال‌شده، بی‌گناهی، آپرداگ، ناهار، میروش، تشویش، همسایه، فریادی در جنگل، اونو، رفیق، زمین‌لرزه، مانیتور، سرآوران، پادشاه جزیره اهریمن و فرشتگان سقوط‌کرده اشاره نمود.
او تا کنون چندین بار نامزد یا برندهٔ جایزه آماندا شده است.